# نادي النور
نادي النور السعودي هو نادي رياضي سعودي يقع بسنابس، بمحافظة القطيف شرق المملكة العربية السعودية. تأسس عام 1391هـ بعد أن سجل رسمياً، وغير اسمه السابق "هلال الجزيرة" إلى نادي النور.

## تشكيلة الفريق الأول
ملاحظة: تشير الأعلام إلى المنتخب الوطني على النحو المحدد في قواعد الأهلية للفيفا. قد يحمل اللاعبون أكثر من جنسية واحدة غير تابعة للفيفا.
| الرقم | البلد    | المركز | اللاعب            |
| ----- | -------- | ------ | ----------------- |
| --    | السعودية | حارس   | كاظم العصفور      |
| --    | السعودية | حارس   | مهدي آل فردان     |
| --    | السعودية | حارس   | سالم آل مساعد     |
| --    | السعودية | حارس   | عمر الدسمال       |
| --    | السعودية | مدافع  | عبد الرحمن البيشي |
| --    | السعودية | مدافع  | مشعل الحسن        |
| --    | السعودية | مدافع  | عبد الملك الموري  |
| --    | السعودية | مدافع  | حاتم النجعي       |
| --    | السعودية | مدافع  | علي العبيدان      |
| --    | السعودية | مدافع  | سجاد عبد الله     |
| --    | السعودية | مدافع  | علي صرخي          |
| --    | السعودية | مدافع  | صالح الزريجة      |
| --    | تونس     | مدافع  | حسام بالدبابيس    |

| الرقم | البلد    | المركز | اللاعب           |
| ----- | -------- | ------ | ---------------- |
| --    | السعودية | وسط    | محمد آل توفيق    |
| --    | السعودية | وسط    | عبد الله الدوسري |
| --    | السعودية | وسط    | هاني آل هاني     |
| --    | السعودية | وسط    | قاسم آل حسين     |
| --    | السعودية | وسط    | خالد الجناحي     |
| --    | السعودية | وسط    | محمد المالكي     |
| --    | السعودية | وسط    | حسين آل وحيمد    |
| --    | السعودية | وسط    | ثنيان الشمري     |
| --    | السعودية | وسط    | صالح الزنان      |
| --    | السعودية | وسط    | حسين أمسيري      |
| --    | تونس     | وسط    | محمد أمين طياري  |
| --    | السعودية | مهاجم  | وائل فقيهي       |
| --    | غانا     | مهاجم  | صامويل أوفوري    |

## الإدارة الحالية
| الرئيس       | عبدالعظيم العليوات |
| نائب الرئيس  | محمد سعيد اليوسف   |
| الامين العام | ماهر العبيدي       |
| أمين الصندوق | سعيد الدرورة       |
| عضو          | عبد الله الصفواني  |
| عضو          | فاضل ال جابر       |
| عضو          | ناصر ال حسين       |
| عضو          | عبد الغفور المشوار |
| عضو          | زهير الضامن        |